# Dischidodactylus
Dischidodactylus – rodzaj płazów bezogonowych o niejasnej pozycji taksonomicznej z rodziny Craugastoridae.

## Rozmieszczenie geograficzne
Rodzaj obejmuje gatunki występujące na Cerro Duida i Tepui Marahuaca w Wenezueli.

## Systematyka
Rodzaj zdefiniował w 1979 roku amerykański herpetolog John Douglas Lynch w artykule zatytułowanym Nowy rodzaj dla Elosia duidensis Rivero (Amphibia, Leptodactylidae) z południowej Wenezueli, opublikowanym w czasopiśmie „American Museum Novitates”. Gatunkiem typowym jest (oryginalne oznaczenie) D. duidensis.

### Etymologia
Dischidodactylus (Dischiodactylus): gr. δισχιδες diskhides ‘rozdzielony, rozszczepiony’; δακτυλος daktulos ‘palec’.

### Podział systematyczny
Do rodzaju należą następujące gatunki:
- Dischidodactylus colonnelloi Ayarzagüena, 1985
- Dischidodactylus duidensis (Rivero, 1968)